# Albert Lortzing
Albert Lortzing, nemški skladatelj, dirigent, operni pevec tenorist in igralec, * 23. oktober 1801, Berlin, Nemčija, † 21. januar 1851, Berlin.
Njegovo najbolj znano delo je komična opera v treh dejanjih Car in tesar, katere krstna predstava se je dogodila 22. decembra 1837 v Leipzigu. Delo je bilo uprizorjeno tudi na slovenskih odrih.
Ostale njegove opere so:
- Dva strelca (1837)
- Divji lovec (1842)
- Undina (1845)
- Wormski orožar